# Luci Cesulè
Luci Cesulè (en llatí Lucius Caesulenus) va ser un orador romà que ja era un home vell quan Ciceró va escoltar un dels seus discursos.
Ciceró l'anomena un home vulgar i diu que mai havia escoltat ningú més hàbil per despertar sospites sobre les persones als que convertia en criminals. Probablement era un dels acusadors que van fer d'això una professió en aquell temps.